# Совет депутатов Северодвинска
Городской Совет депутатов муниципального образования «Северодвинск» (Совет депутатов Северодвинска) — представительный орган местного самоуправления муниципального образования «Северодвинск». Депутаты совета депутатов избираются на 5 лет в количестве 25 человек по мажоритарной системе в соответствующих округах города.

## До 1996 года
История Городского совета берёт своё начало с 1939 года: 24 декабря 19 тысячами избирателей Молотовска было избрано 69 депутатов Городского совета трудящихся. Беспартийных депутатов при этом было на один больше, чем коммунистов. Ещё с самого начала истории горсовета в нём женщины равноправно заседали с мужчинами (25 из 69 первых депутатов — женщины). Возраст депутатов варьировался от 19 до 61 года (самому старшему депутату нынешнего VI созыва 70 лет).
I созыв при СССР занимался управлением и исполнением бюджета молодого города, решал его проблемы, например, нехватку детских садов на острове Ягры.
Последние выборы депутатов горсовета состоялись в 1993 году, а избранная XXI сессия стала последней и окончила свои полномочия в этом же году из-за указа Бориса Ельцина № 1760. Лишь в 1996 году в Северодвинске вновь появилась представительная власть.

## I—VII созывы

### I созыв

1 СОЗЫВ (1996- 2000 ГОД) СОВЕТА ДЕПУТАТОВ СЕВЕРОДВИНСКА

Первый созыв был сформирован по итогам выборов мэра и 24 депутатов 8 декабря 1996 года. С I созыва мэр города Северодвинска являлся одновременно и членом совета депутатов. 26 декабря депутаты созыва, практически в отсутствие нормативно-правовой базы и разгар кризиса, начали работу, состоялось первое заседание. Первым мэром Северодвинска стал Александр Беляев, а секретарём — Владимир Головченко. Созыв действовал по 2000 год.
Председатели постоянных депутатских комиссий:
Борский Сергей Николаевич – Председатель по вопросам социальной защиты населения
Фофанова Наталья Александровна – Председатель по вопросам образования, науки и культуры
Савельева Наталья Вениаминовна – Председатель по вопросам здравоохранения и экологии
Гришин Александр Михайлович – Председатель по вопросам бюджета и финансов
Микляев Александр Константинович – Председатель по вопросам жилищно-коммунального хозяйства, транспорта и связи
Кулаков Владимир Павлович – Председатель по вопросам экономики и промышленности
Попов Владимир Павлович – Председатель по вопросам муниципальной собственности, торговли и услуг
Хватов Григорий Александрович – Председатель по вопросам регламента, законности и депутатской этики
Лотышев Валерий Михайлович – Председатель по вопросам строительства, архитектуры и землепользования
Первый созыв муниципального Совета вступил в полномочия на пике кризиса середины «девяностых». Работа проходила на фоне забастовок, невыплат заработных плат, нехватки бюджетных средств на самое необходимое. В то же время было неразвито законодательство, отсутствовала нормативно-правовая база, регулирующая вопросы местного самоуправления. Как отмечают многие «первопроходцы», начинать пришлось практически с чистого листа…
В состав Совета входило 24 депутата и мэр, который председательствовал на заседаниях и подписывал решения. Секретарь Совета отвечал за организацию деятельности Совета.

### II созыв

2 СОЗЫВ (2000 - 2005 ГОД) СОВЕТА ДЕПУТАТОВ СЕВЕРОДВИНСКА

Следующий созыв продолжил работу I созыва с тем же мэром города. Секретарём стал Владимир Иванов. Как и в предыдущем созыве, во втором депутаты были представлены работниками бюджетной и военно-промышленной сфер. Созыв проработал до 2005 года.
Секретарь – Иванов Владимир Николаевич
Председатели постоянных депутатских комиссий:
Председатель по вопросам социальной защиты населения – Борский Сергей Николаевич
Председатель по вопросам образования, молодежной политики, физкультуры и спорта – Фофанова Наталья Александровна
Председатель по вопросам здравоохранения и экологии – Мерзляков Владимир Юрьевич
Председатель по вопросам промышленности и транспорта – Павловская Лариса Афанасьевна
Председатель по экономике, финансам, бюджету и аудиту – Гришин Александр Михайлович
Председатель по вопросам муниципального имущества, торговли и предпринимательства – Мелёхин Владимир Александрович, затем Антонов Владимир Сергеевич
Председатель по вопросам законности и регламента – Новиков Алексей Иванович
Председатель по вопросам жилищно-коммунального хозяйства – Варзунова Ольга Николаевна
Председатель по вопросам межрегиональной, международной деятельности, по связям со средствами массовой информации – Макурова Татьяна Ивановна
Во втором созыве, как и в первом, было 24 депутата и Мэр Северодвинска. Пик экономического и политического кризиса был пройден, в Северодвинске стали предприниматься первые видимые действия по благоустройству, реализовываться первые муниципальные программы. Тем не менее, ситуация оставалась очень сложной. Одним из заметных направлений деятельности муниципального Совета стал пересмотр нормативов и тарифов в сфере ЖКХ. Многие депутаты вспоминают второй созыв как очень дружный. Как и в первом, в нем были представлены «бюджетники» и «заводчане».

### III созыв

3 СОЗЫВ (2005 - 2009 ГОД) СОВЕТА ДЕПУТАТОВ СЕВЕРОДВИНСКА

Третий созыв был избран со второй попытки. 19 декабря 2004 года депутаты были избраны лишь от 11 из 25 округов. На довыборах 13 марта 2005 года были избраны депутаты оставшихся 14 округов. Произошло это из-за массовости популярности графы «Против всех». Поэтому лишь в 2005 году III созыв начал работу в полном составе. С этого созыва и далее работники бюджетной и военно-промышленной сфер вытеснялись предпринимателями. В совете появилась существующая и главенствующая по VI созыв фракция «Единой России».
Должность секретаря была упразднена, вместо неё стала действовать должность председателя, которым стал Владимир Иванов. В 2006 году совет депутатов получил официальное название Городского Совета депутатов муниципального образования «Северодвинск». Летом 2006 года произошло загадочное убийство депутата Прокофьева, на депутатское место которого в 2007 году был избран Илья Ракачев, управляющий ООО «ТехноСити». Созыв проработал по 2009 год.
Председатели постоянных депутатских комиссий:
Председатель по законности и регламенту – Новиков Алексей Иванович
Председатель по муниципальной собственности, предпринимательству, архитектуре, землепользованию и экологии – Березин Илья Владимирович
Председатель по городскому хозяйству – Широкий Юрий Ростиславович
Председатель по бюджету и социально-экономическому развитию – Васьков Николай Николаевич
Председатель по социальным вопросам – Макурова Татьяна Ивановна
Третий созыв стал переломным. После долгого кризиса настрой в обществе был таким, что Совет был избран лишь со второй попытки. В первый раз в большинстве округов самой популярной стала строка «Против всех». В третьем созыве произошло окончательное разделение исполнительной и представительной ветвей МСУ. В 2006 году произошло переименование в Городской Совет депутатов МО «Северодвинск» (Совет депутатов Северодвинска) с образованием самостоятельного юридического лица.
Бюджетников и заводчан заметно потеснили предприниматели. Еще одной особенностью созыва стало присутствие трех примерно равных фракций: «Единая Россия», «Содружество» и «Возрождение Севера». Это период жарких дебатов и революционных решений: создания земельной комиссии, повышения вдвое арендной платы за муниципальные площади, отказа от посредников при продаже муниципального имущества и проведения аукционов на право аренды, что было передовым опытом в масштабах государства.

### IV созыв
Созыв 2009—2013 годов уже имел квалифицированное большинство от правящей партии «Единая Россия». На выборах мэра при явке в 37 % победил Михаил Гмырин, член партии «Единая Россия». Новая команда начала активно работать, реализовывать инфраструктурные проекты, воплощение которых стало возможным благодаря загрузке градообразующих военно-промышленных предприятий после кризиса 90-х. Три депутата IV сессии досрочно сложили свои полномочия, на их место были дополнительно избраны новые. Была введена должность заместителя председателя. Полномочия созыва окончились в 2013 году.
Председатель – Мелёхин Владимир Александрович
Заместитель председателя – Журавлев Константин Юрьевич
Председатели постоянных депутатских комиссий:
Председатель комиссии по бюджету и социально-экономическому развитию – Журавлев Константин Юрьевич
Председатель комиссии по законности и регламенту – Антонов Владимир Сергеевич
Председатель комиссии по городскому хозяйству – Чурсанов Андрей Валентинович
Председатель комиссии по здравоохранению и социальным вопросам – Карташова Римма Николаевна
Председатель комиссии по молодежной политике, физкультуре и спорту – Трухин Николай Александрович
Председатель комиссии по строительству, землепользованию и экологии – Осколков Олег Евгеньевич
Председатель комиссии по муниципальной собственности и предпринимательству – Гордиенко Александр Владимирович
Председатель комиссии по образованию и культуре – Лыбашева Ольга Геннадьевна
В четвертом созыве заметно усилилась партийная роль. В большинстве округов победили представители «Единой России». Фракция этой партии получила в Совете депутатов квалифицированное большинство, что обеспечило принятие необходимых решений при тесном взаимодействии с мэром и Администрацией Северодвинска. Экономическая ситуация в стране и курс на повышение обороноспособности государства обеспечили загрузку градообразующих предприятий. В Северодвинске был разработан комплексный инвестиционный план, начата большая работа по привлечению средств из вышестоящих бюджетов на реализацию масштабных инфраструктурных проектов, в частности – на реконструкцию Архангельского шоссе. По инициативе депутатов четвертого созыва началась реализация мероприятий в рамках программы «Уютный двор». Началось взаимодействие с городским советом ветеранов с привязкой к избирательным округам.
Также на этот период пришлись значительные перемены в здравоохранении. В соответствии с законодательством полномочия в этой сфере были переданы с местного на региональный уровень.
Созыв был опытным: 18 из 25 депутатов избирались ранее. В текущей работе был сделан больший акцент на работу постоянных депутатских комиссий, куда переместились основные дискуссии. Сессии стали проходить быстрее. Начиная с четвертого созыва, председатели постоянных комиссий работают на неосвобожденной основе, введена должность заместителя председателя Совета депутатов Северодвинска.

### V созыв
Первый созыв, впоследствии сам выбиравший главу города, был избран по смешанной мажоритарно-пропорциональной системе: 13 депутатов были избраны по одномандатным округам, ещё 13 — по единому округу (по партийным спискам). В результате лишь 2 из 13 депутатов, выбранных по мажоритарной системе, были не от «Единой России», в то время как по пропорциональной системе почти большинство избранных депутатов (6 из 13) выдвигались не от «Единой России».
V созыв был самым разнообразным и представлялся сразу пятью партийными фракциями («Единая Россия», КПРФ, СР, ЛДПР, «Родина»), в чём, возможно, есть заслуга частично применённой пропорциональной системы. На последних всеобщих выборах Главы муниципального образования «Северодвинск» — так стала называться должность мэра города Северодвинск — снова победил Михаил Гмырин при явке 19,04 % и набранных 64 % голосов. Именно при V созыве выбирать главу Северодвинска стали депутаты, прямые выбора мэра были отменены. Депутаты стали избираться на 5 лет вместо 4, как было ранее.
Начал этот созыв, в частности, массовую программу переселения из ветхого и аварийного жилья, получившую много критики. Помимо этого были и некоторые инфраструктурные проекты, например, создание крытой ледовой арены. Созыв закончил работу в 2017 году. Продолжительность действия следующего созыва стала составлять уже 5 лет.
Председатель – Мелёхин Владимир Александрович
Заместитель председателя – Рудь Владимир Антонович
Председатели постоянных депутатских комиссий:
Председатель комитета по образованию и культуре – Лыбашева Ольга Геннадьевна
Председатель комитета по молодежной политике, физкультуре и спорту – Трухин Николай Александрович
Председатель комитета по здравоохранению и социальным вопросам – Юрьева Татьяна Николаевна
Председатель комитета по законности и регламенту – Новиков Алексей Иванович
Председатель комитета по бюджету и социально-экономическому развитию – Рудь Владимир Антонович
Председатель комитета по городскому хозяйству – Чурсанов Андрей Валентинович, затем – Журавлев Вячеслав Викторович
Председатель комитета по строительству, землепользованию и экологии – Воронцов Игорь Юрьевич
Председатель комитета по муниципальной собственности и предпринимательству – Варзунова Ольга Николаевна
Выборы в Совет депутатов пятого созыва впервые прошли по смешанной системе: 13 депутатов были избраны по одномандатным округам, 13 — по единому округу («по партийным спискам»).
По сравнению с четвертым созывом депутатский корпус обновился ровно на половину. Продолжились проекты, начатые ранее. Мандаты получили представители пяти партий: «Единая Россия», «Справедливая Россия», КПРФ, ЛДПР и «Родина». Фракция «Единая Россия» получила квалифицированное большинство.
На этот период приходится очередная реформа местного самоуправления, в Устав Северодвинска вносятся серьезные изменения. В соответствии с законодательством упраздняется должность Мэра Северодвинска (по истечении полномочий действующего) и вводится должность Главы муниципального образования «Северодвинск», утверждение которого отнесено к полномочиям Совета депутатов Северодвинска.
В это время муниципалитет успешно работает с Фондом содействия реформированию ЖКХ — реализует программу переселения граждан из ветхого и аварийного жилья, являясь лидером в регионе. Много делается для развития спорта, в Северодвинске сооружаются и ремонтируются спортивные объекты, открыта первая крытая ледовая арена.
В апреле 2015 года в городе корабелов проходит Координационный Совет представительных органов местного самоуправления Архангельского областного Собрания депутатов, главной темой которого становится взаимодействие Совета депутатов Северодвинска с Администрацией муниципального образования, а также контрольно-надзорными органами.

### VI созыв
По результатам выборов 10 сентября 2017 года в VI созыв депутатов города Северодвинска вошло 25 депутатов от соответствующих одномандатных округов: 20 от партии «Единая Россия», 2 — от партии ЛДПР, 2 — от партии «Справедливая Россия» и 1 — от КПРФ. Явка на выборах составила 11,53 %.
В результате перехода из «Единой России» в «Справедливую Россию» депутат Серба Валерий Николаевич, входа депутата Александры Ежовой (выдвигалась от КПРФ) во фракцию «Единая Россия» уже при исполнении, а также сложения полномочий депутатом Сухаревым (ЛДПР) и избрания депутата Попова (ЛДПР) на довыборах на Едином дне голосования 8 сентября 2019 года, на 2020 год в городской совет входит 20 депутатов во фракции «Единой России», 3 депутата во фракции «Справедливой России» и 2 депутата во фракции «Либерально-демократической партии России».
VI созыв депутатов Северодвинска действует по 2022 год. Должность главы муниципального образования занимает Игорь Скубенко. Должность председателя занимает Михаил Александрович Старожилов («Единая Россия»).
- Председатель Совета депутатов Михаил Александрович Старожилов[27];
- Заместитель Председателя Совета депутатов на постоянной основе Нина Николаевна Андриевская[27];
- Заместитель Председателя Совета депутатов на непостоянной основе Роман Александрович Варфоломеев[27].

Председатели постоянных депутатских комитетов:
- Комитет по бюджетной политике — председатель Нина Николаевна Андриевская[28]
- Комитет по городскому хозяйству, строительству и экологии — председатель Николай Александрович Малинников[29];
- Комитет по регламенту и этике — председатель Владимир Александрович Мелёхин[30];
- Комитет по муниципальной собственности, землепользованию и предпринимательству — председатель Антон Станиславович Чаленко;
- Комитет по молодёжной политике, физкультуре и спорту — председатель Николай Александрович Трухин;
- Комитет по социальной политике — председатель Роман Александрович Варфоломеев.

Состав депутатского корпуса шестого созыва серьёзно обновился. 15 из 25 депутатов избраны впервые. При этом в представительный орган местного самоуправления были избраны сразу восемь представителей АО "ПО «Севмаш».
Председателем избран заместитель начальника Управления делами — начальник отдела протокола и информации АО "ПО «Севмаш» Михаил Старожилов. Михаил Александрович стал самым молодым председателем за всю историю городского Совета. По сравнению с 5-м созывом представительный орган значительно стал моложе: средний возраст депутата — 42 года.
В шестом созыве представлены три парламентские партии: «Единая Россия», «Справедливая Россия», ЛДПР. Во фракцию «Единая Россия» вошел 21 депутат.
20 сентября 2018 года депутат по избирательном округу № 1 Владимир Юрьевич Сухарев сложил полномочия в связи с избранием в Архангельское областное Собрание депутатов.

### VII созыв
11 сентября 2022 года в Северодвинске прошел последний день выборов в городской совет депутатов. По результатам 11 сентября в VII созыв депутатов города Северодвинска вошло 25 депутатов от соответствующих одномандатных округов:
16 от партии «Единая Россия»,
- Попа Сергей Григорьевич, округ №3, (898 голосов);
- Коротков Сергей Владимирович, округ №4, (590 голосов);
- Братухин Дмитрий Александрович, округ №5, (437 голосов);
- Годзиш Игорь Викторович, округ №6, (606 голосов);
- Никитина Светлана Викторовна, округ №8, (347 голосов);
- Малинников Николай Александрович, округ №11, (450 голосов);
- Горбунов Андрей Сергеевич, округ №12, (658 голосов);
- Вакурин Андрей Владимирович, округ №13, (1072 голосов);
- Рындин Константин Петрович, округ №16, (478 голосов);
- Варфоломеев Роман Александрович, округ №17, (539 голосов);
- Калеминцев Игорь Владимирович округ №20, (624 голосов);
- Трухин Николай Александрович,, округ №21 (718 голосов);
- Истомин Александр Сергеевич, округ №22, (526 голосов);
- Романовская Елена Васильевна, округ №23, (756 голосов);
- Старожилов Михаил Александрович, округ №24, (517 голосов);
- Ананьин Виталий Вадимович, округ №25, (463 голосов).

4 — от партии ЛДПР,
Попов Сергей Викторович, округ №1, (642 голосов);
Пашев Александр Николаевич, округ №7, (744 голосов);
Зангин Дмитрий Викторович, округ №9, (709 голосов);
Сидоров Антон Владимирович, округ №19, (577 голосов).
3 — от партии «Справедливая Россия»,
Серба Валерий Николаевич, округ №10, (748 голосов);
Морозова Светлана Анатольевна, округ №15, (800 голосов);
Гришин Александр Михайлович, округ №18, (579 голосов).
2 места достались самовыдвиженцам,
Илюхин Сергей Валерьевич, округ №2, (631 голосов);
Чертополохов Андрей Витальевич, округ №14, (353 голосов).
Коммунистическая партия Российской Федерации потеряла в городском парламенте единственный мандат. Явка на выборах составила 21,48 %.
Бывший мэр Северодвинска Михаил Гмырин не стал принимать участие в выборах в VII созыв депутатов, в его округе победу одержал активист Сергей Илюхин. Предыдущий глава муниципального образования муниципального образования «Архангельск» Игорь Годзиш избрался в 6 округе от партии «Единая Россия».
Новый созыв Совета депутатов Северодвинска должен избрать нового главу муниципального образования без участия в отборе кандидатов действующего главы Игоря Скубенко.
Именно этим 25 депутатов будут представлять законодательную ветвь власти в городе корабелов до 2027 года. Согласно данным по явке, в выборах депутатов в северодвинский горсовет принял участие почти каждый пятый избиратель. В результате был сформирован новый состав городского парламента. Там не оказалось коммунистов, но в целом депутаты от оппозиции заняли около трети мест в горсовете.
- Председатель Совета депутатов Старожилов Михаил Александрович[35].
- Заместитель Председателя Совета депутатов на постоянной основе Гришин Александр Михайлович[35].
- Заместитель Председателя Совета депутатов на непостоянной основе Трухин Николай Александрович[35].

Председатели постоянных депутатских комитетов:
Комитет по бюджетной политике – председатель Гришин Александр Михайлович
Комитет по городскому хозяйству, строительству и экологии – председатель Калеминцев Игорь Владимирович
Комитет по социальной политике – председатель Попа Сергей Григорьевич
Комитет по регламенту и этике – председатель Рындин Константин Петрович

## Полномочия
Совет депутатов Северодвинска имеет право на:
1. избрание главы Северодвинска;
2. утверждение местного бюджета, изменение, отмену и введение местных налогов;
3. принятие планов развития города, генплана, отчёте об их исполнении;
4. объявление импичмента главе муниципального образования;
5. принятие и изменение Устава Северодвинска;
6. утверждение структуры Администрации Северодвинска по предложению главы города;
7. заслушивание ежегодных отчётов Главы Северодвинска.